# Вулиця Драгоманова (Львів)
Ву́лиця Драгома́нова — вулиця у Галицькому районі міста Львова, в місцевості Цитадель. Сполучає вулиці Грушевського, Коцюбинського та проспект Шевченка. 
Прилучається вулиця Глібова.

## Історія
Вулиця утворилася під час «глобального» впорядкування Львова на початку «ери» місцевого самоврядування. Відома від XVIII століття, як вулиця Гончарська вища. Від  1871 року — Гончарська. 1895 року — Мохнацькоґо, на честь польського письменника, історика, політичного публіциста Мавриція Мохнацького. Під час німецької окупації, від травня 1942 року вулиця мала назву — Блюменштрассе. У повоєнні часи вулиці не надовго повернули передвоєнну назву і вже 1946 року вулиця отримала сучасну назву — Драгоманова, на честь українського публіциста і громадського діяча Михайла Драгоманова. У 2025 році відбулося часткове оновлення хідників та перемощення бруківки на ділянці від вулиці Глібова до Коцюбинського.

## Забудова
В архітектурному ансамблі вулиці Драгоманова переважають архітектурні стилі — класицизм, необароко, конструктивізм та історизм. Декілька будинків внесено до реєстру пам'яток архітектури місцевого значення.

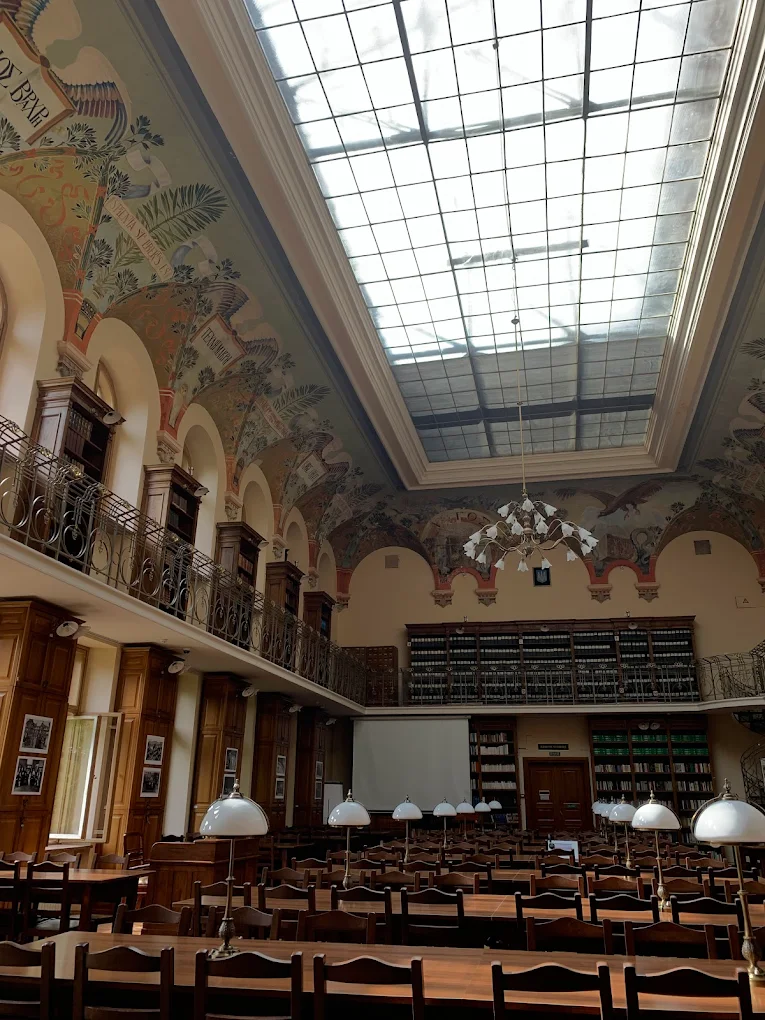
Сучасний вигляд (2025 р.) великого читального залу наукової бібліотеки ЛНУ ім. І. Франка

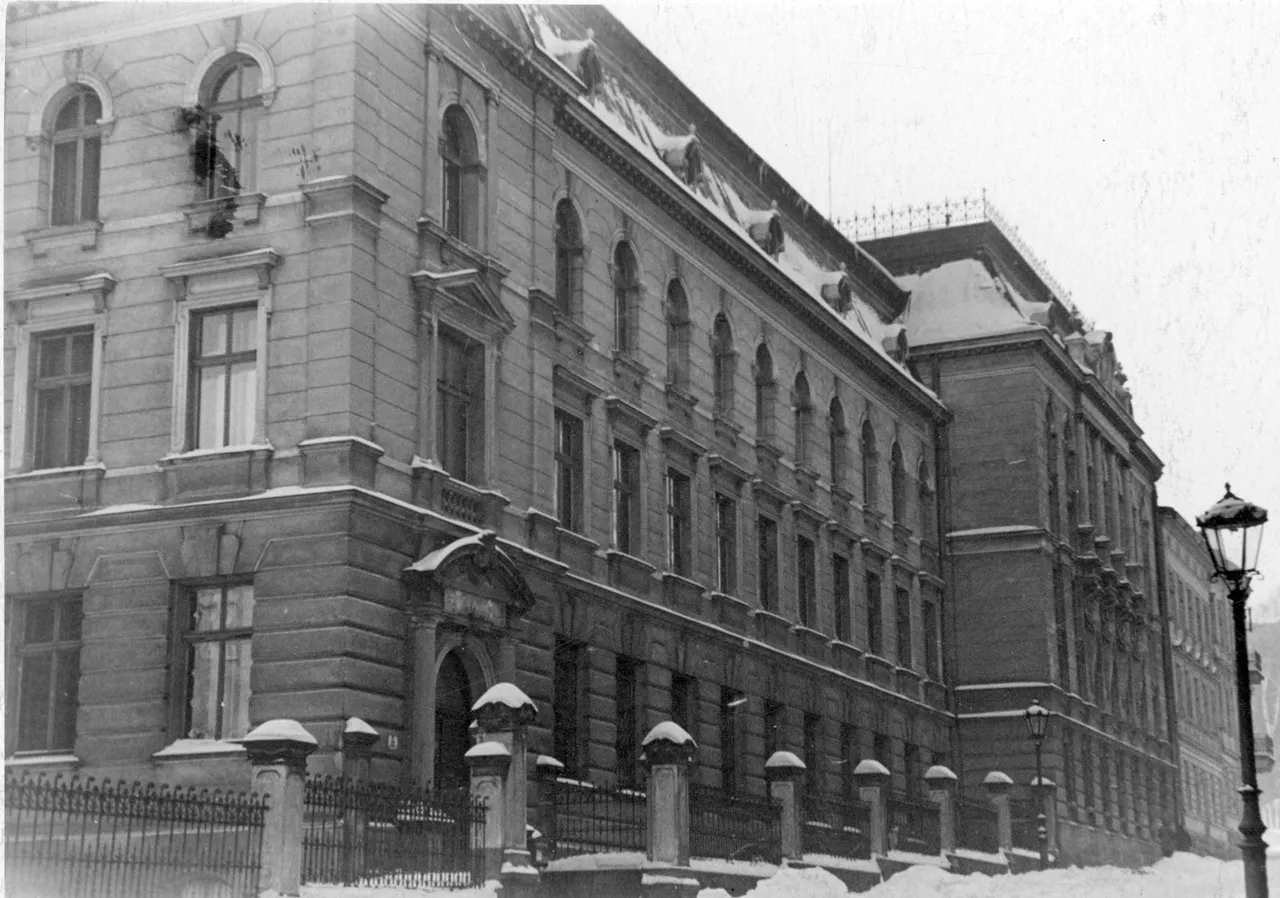
Університетська бібліотека, 1939-1945 рр.

№ 4 — у будинку містилася Повітова Ощадна каса та архітектурне бюро Альфреда Захаревича.
№ 5 — приміщення Наукової бібліотеки ЛНУ імені Івана Франка збудовано у 1901—1904 роках за проєктом архітектора Григорія Пежанського в стилі неоренесансу. Скульптурне оздоблення фасаду — фігури атлантів та каріатид виконав відомий польський скульптор Антон Попель. Металеві конструкції триярусного книгосховища розроблені Яном Богуцьким, виготовлені на фабриці Зигмунта Пйотровича і Яна Шумана. Настінні розписи інтер'єру художника Юліана Макаревича. Будинок внесений до реєстру пам'яток архітектури місцевого значення під охоронним № 894-м.
№ 8 — на першому поверсі будинку у 1950-х роках містилася майстерня з індивідуального пошиття та ремонту взуття, у 1960—1980-х роках — комісійний магазин. У 2000-х роках — магазин косметики та ювелірних виробів.
№ 12 — у 1914 році в будинку містилася бойова управа Українських січових стрільців, до 1939 року — бурса Українського педагогічного товариства, нині — одне з приміщень фізичного факультету ЛНУ імені Івана Франка, кафедра теоретичної фізики. Тут також міститься редакція «Журналу фізичних досліджень».
№ 16 — будівля інституту біології клітини НАН України.
№ 17 — за цією адресою знаходилася Вілла В'єчинських. До наших часів не збереглася. У 1990 році на її місці збудовано новий корпус Наукової бібліотеки ЛНУ імені Івана Франка. 

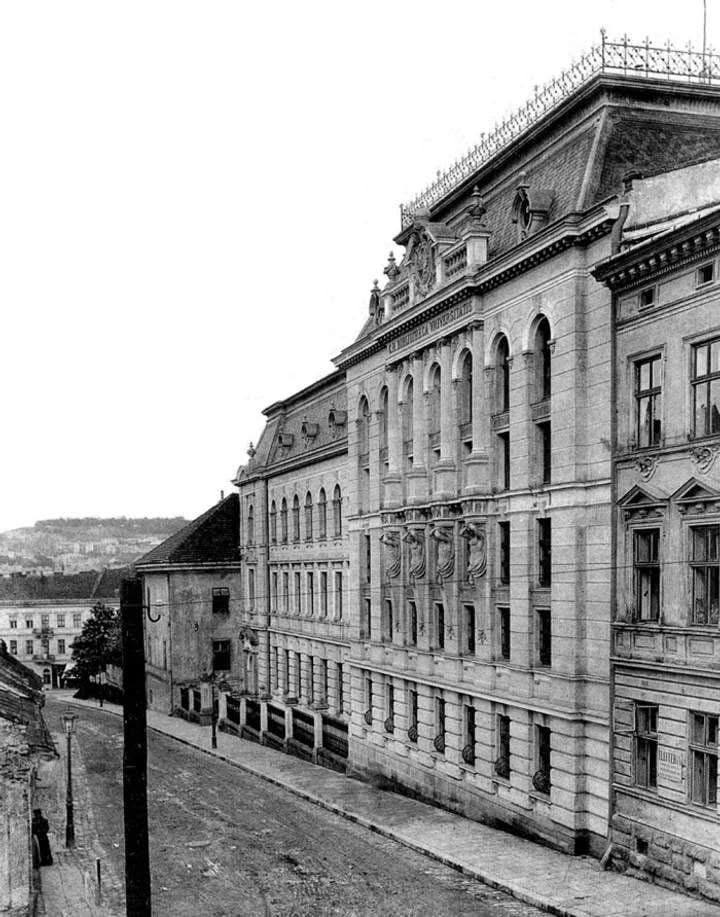
Наукова бібліотека Львівського національного університету імені Івана Франка (поч. ХХ ст.)

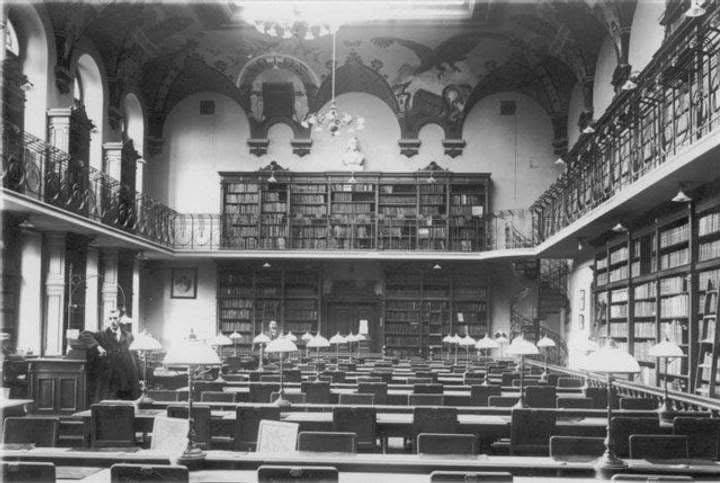
Інтер’єр університетської бібліотеки на вул. Драгоманова 5. Фото 1905 року

№ 19 — будинок із вежею, збудований в середині 1848 році за проєктом архітектора, ймовірно, Карла Гунґлінґера для Франциска-Ксаверія Чермінського. Певний час тут були аудиторії університету, а у самій вежі містилася астрономічна обсерваторія. 1907 року обсерваторію перенесли на вул. Длугоша, 8. У 1960-х роках тут щонеділі відбувалися зустрічі членів львівського осередку Всесоюзного товариства філателістів. Взимку 2017 року закінчився багаторічний ремонт і нині тут знаходиться один з корпусів фізичного факультету ЛНУ імені Івана Франка.
№ 21 — вілла львівського правника та політика Леонарда П'єнтака. Тут у помешканні № 1 мешкала Катерина Залевська, дружина Владислава Залевського — власника цукерні на вул. Академічній, 10.
№ 22 — житловий будинок. Будинок внесений до реєстру пам'яток архітектури місцевого значення під охоронним № № 895-м.
№ 23 — давня вілла Пілатів — професора, історика польської літератури Романа Пілата та професора, правника та економіста Тадеуша Пілата. У 1900—1918 роках тут мешкав видатний діяч українського спортивного руху Іван Боберський. Від 1992 року й донині приміщення займає Інститут фізичної оптики імені О. Г. Влоха.
№ 25 — вілла Гіжицьких, збудована у 1894 році за проєктом архітектора Якуба Любінгера, створеним у бюро Івана Левинського, збудували палацик для графа Леона Гіжицького. У фасаді будинку мотиви французького неоренесансу поєднуються із елементами народної архітектури. У 1950-х роках тут містився військкомат Ленінського району міста Львова, пізніше військовий суд Львівського гарнізону, нині — Територіальне управління Державної судової адміністрації України в Львівській області.
№ 27 — давній «Старий професорський будинок». Однією з найвизначніших постатей, що в ньому мешкала був Едвард Порембович (1862—1937) — романіст, автор конгеніального перекладу «Божественної комедії» Данте на польську мову, батько архітектора Стефана Порембовича.
№ 36 — вілла Жебровського, збудована у 1848 році за проєктом архітектора Едмунда Келера для Тадеуша Жебровського, яка, на жаль, не збереглася донині. Нині на її місці багатоквартирний житловий будинок.
№ 38 — будинок історика польського права Альфреда Ґалбана (1865—1924), посла до Галицького Сейму. У 1930-х роках тут знаходилася VI Приватна жіноча гімназія імені Нарциси Зміховської.
№ 42 — вілла Дуніковського, нині відома як Національний музей у Львові, збудована у 1897—1898 роках за проєктом архітектора Владислава Рауша на замовлення професора Львівського університету Еміля Дуніковського. У 1911 році митрополит Андрей Шептицький викупив віллу для потреб заснованого ним 1905 року єпархіального (церковного) музею. 11 липня 1911 року митрополит видає акт, згідно з яким науковій фундації «Церковний музей» надавалася назва «Національний музей. Ювілейна наукова фундація галицького Митрополита Андрея Шептицького». 1996 року на фасаді встановлено меморіальну таблицю з портретом колишнього директора музею Іларіона Свєнціцького. Будинок внесений до Реєстру пам'яток архітектури місцевого значення під охоронним № 86-м.
№ 48 — вілла Ґлонбінських, збудована 1901 року за проєктом Яна Шульца — один із перших зразків львівської архітектурної сецесії. Перебудована 1931 року за проєктом Вавжинця Дайчака.
№ 50 — будівля факультету електроніки та компʼютерних технологій ЛНУ ім. І. Франка, збудована 1979 року за проєктом Мирона Вендзиловича. Під час Другої світової війни дуже сильно пошкоджено початковий будинок: стояли лиш зовнішні стіни та було перекриття між підвалом і першим поверхом. В приміщеннях підвалу було велике овочесховище міського торгу. В 1969 році овочесховище звільнило приміщення. Пізніше за кілька років будинок відбудовано. В ньому був фізичний факультет, а з 2003 року факультет електроніки та компʼютерних технологій Львівського університету.
№ 56 — чотириповерховий житловий будинок, споруджений у 1930-х роках у стилі функціоналізму.
№ 58 — вілла-замок, збудована у 1909 році за проєктом архітектора Людвіка Вельтце в стилі пізньої сецесії для Ю. Макаревича. Під час другої світової війни професор Макаревич займався таємним навчанням, а місцем зустрічі зі студентами була його вілла. Протягом трьох років близько півсотні студентів закінчили курс. Нині цю адресу має стаціонар львівського обласного дитячого психоневрологічного диспансеру. У 2020 році Львівська обласна рада продала комплекс будівель диспансеру — приміщення стаціонару, овочесховища, котельні, гаражу, а також приміщення поліклініки диспансеру (вул. Коцюбинського, 36). Будинок внесений до Реєстру пам'яток архітектури місцевого значення під охоронним № 896-м.

## Пам'ятники
На подвір'ї Національного музею імені Андрея Шептицького, 13 грудня 2013 року, під час проведення урочистостей, пов'язаних зі 100-літнім ювілеєм передачі Національного музею у Львові графом Андреєм Шептицьким в дар українському народові, було урочисто відкрито та освячено погруддя митрополита Андрея (1941, скульптор Сергій Литвиненко). Також на території музею знаходиться найперший та дуже оригінальний пам'ятник Петрові Прокоповичу — українському бджоляреві, основоположникові раціонального рамкового бджільництва, встановлений у 1935 році та є точною копією Прокоповичевого рамкового вулика та прикрашений бронзовим медальйоном з профілем Петра Прокоповича і зазначеними роками його життя: 1775-1850.
У фоє Наукової бібліотеки ЛНУ імені Івана Франка встановлено бронзову скульптуру І. Франка (скульптор Любомир Яремчук).

Погруддя Митрополита Андрея біля Національного музею (вул. Драгоманова, 42)
Пам'ятник П. Прокоповичу біля Національного музею (вул. Драгоманова, 42)

## Пам'ятні таблиці
- Меморіальна таблиця Іванові Франку, встановлена у 1990 році на фасаді будинку № 5, у якому він працював у 1911—1912 роках. Таблиця виконана з бронзи скульптором Любомиром Яремчуком[22].
- Меморіальна таблиця Константині Малицькій, встановлена на фасаді будинку № 12, урочисте відкриття якої відбулося 29 вересня 2009 року. Спонсорську допомогу на виготовлення таблиці надав Мистецький фонд імені Короля Данила. Автори меморіальної таблиці — заслужений діяч мистецтв України, скульптор Любомир Яремчук та професор, архітектор Василь Каменщик[23].
- Меморіальна таблиця Українській бойовій управі Легіону Українських Січових Стрільців, встановлена на фасаді будинку № 12, урочисте відкриття якої відбулося 13 листопада 2011 року. Один з ініціаторів встановлення цієї таблиці — історик Ярослав Лялька.
- Пам'ятна таблиця Іванові Боберському — видатному українському громадському, спортивному та військовому діячеві, професору, встановлена на фасаді будинку № 23, у якому він мешкав та працював у 1900—1918 роках.
- Меморіальна таблиця Орестові Влоху — видатному українському фізику та громадському діячеві, засновнику інституту фізичної оптики у Львові.
- Меморіальна таблиця Івану Вакарчуку — ректору Львівського університету 1990–2007 і 2010—2013 років, міністру освіти і науки України у 2007–2010 роках, Герою України [24]

Меморіальна таблиця Іванові Франку (вул. Драгоманова, 5)
Меморіальна таблиця Константині Малицькій (вул. Драгоманова, 12)
Меморіальна таблиця Орестові Влоху (вул. Драгоманова, 23)
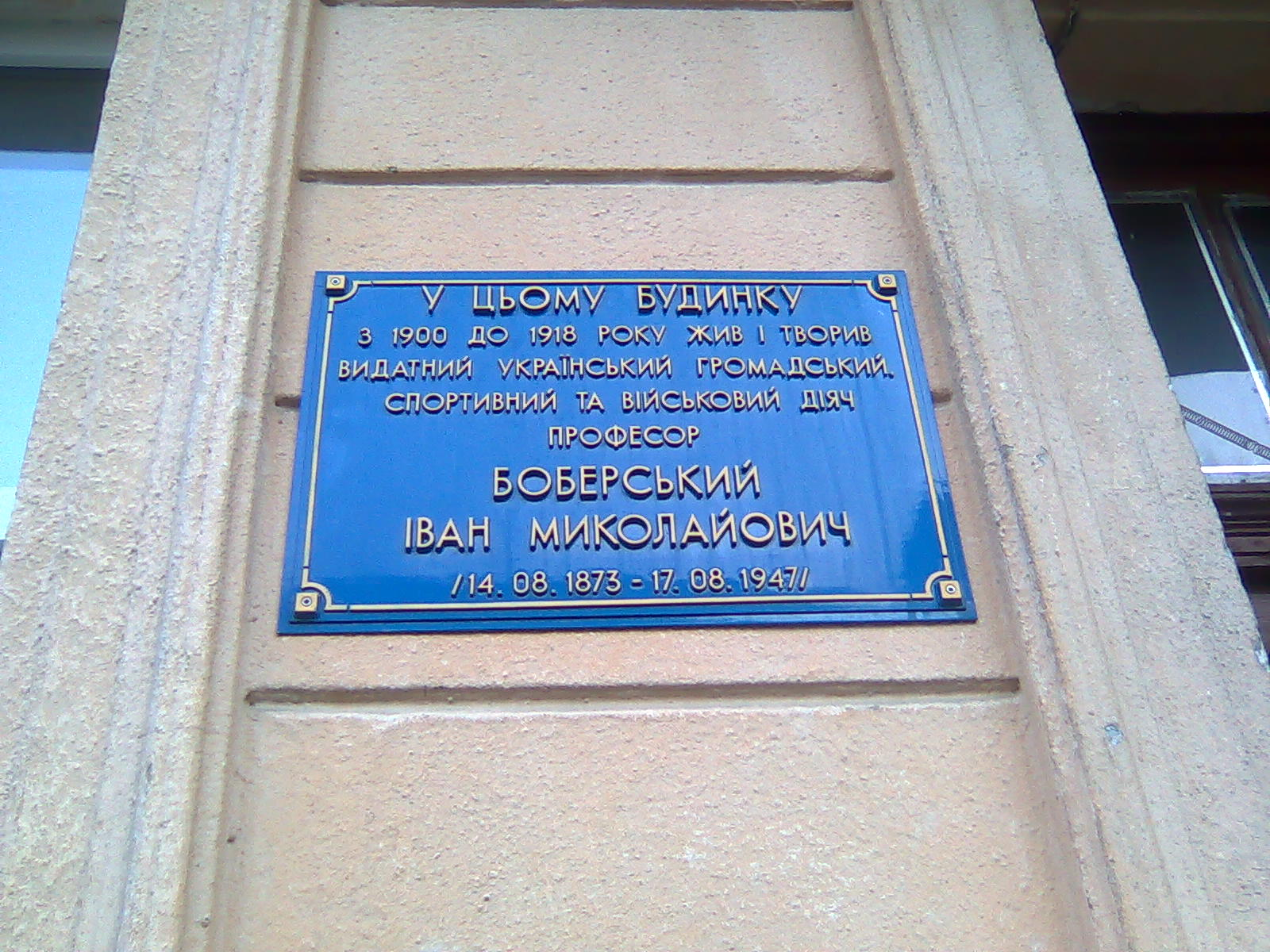
Пам'ятна таблиця Іванові Боберському (вул. Драгоманова, 23)
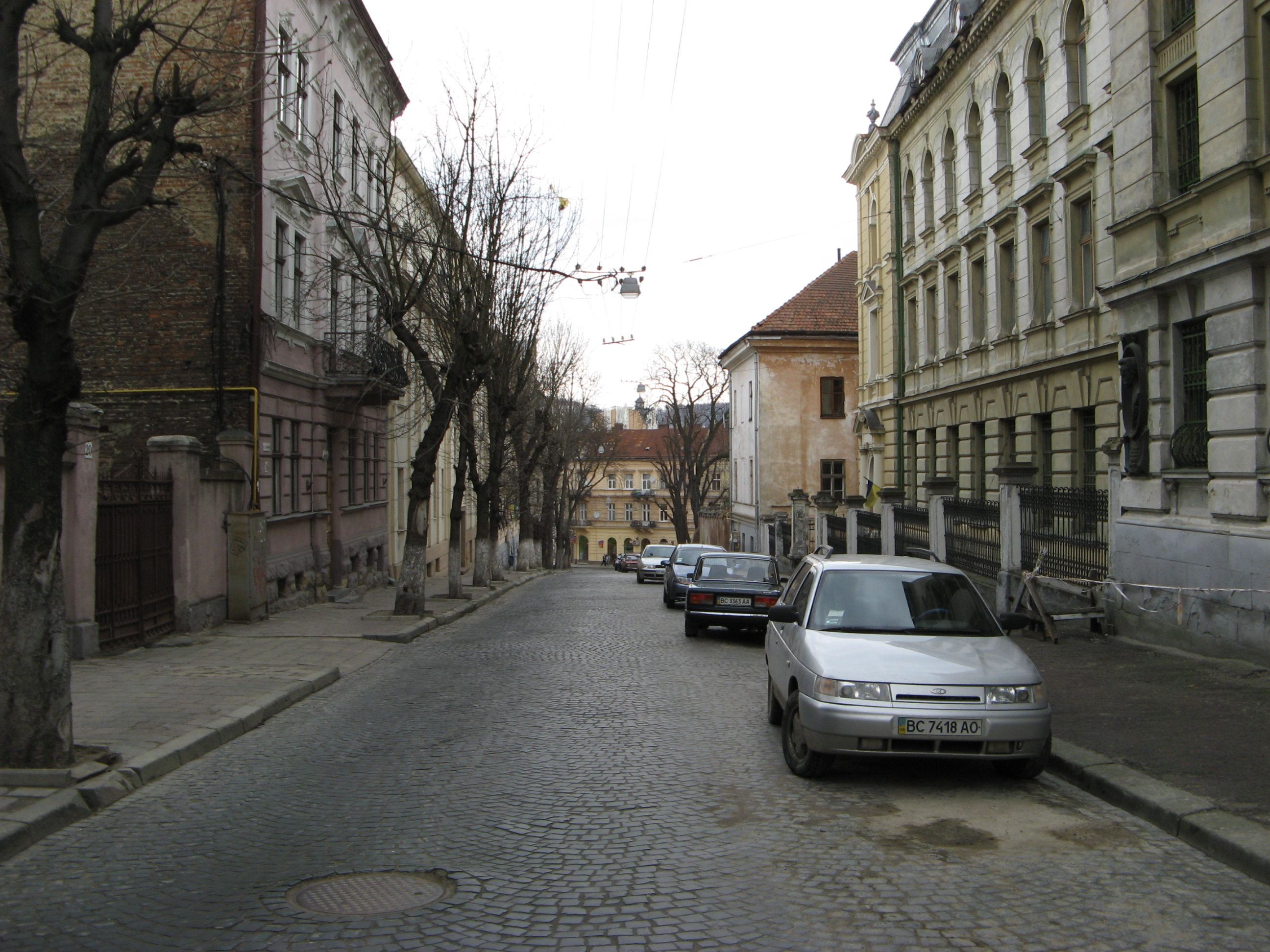
Долішня частина вулиці
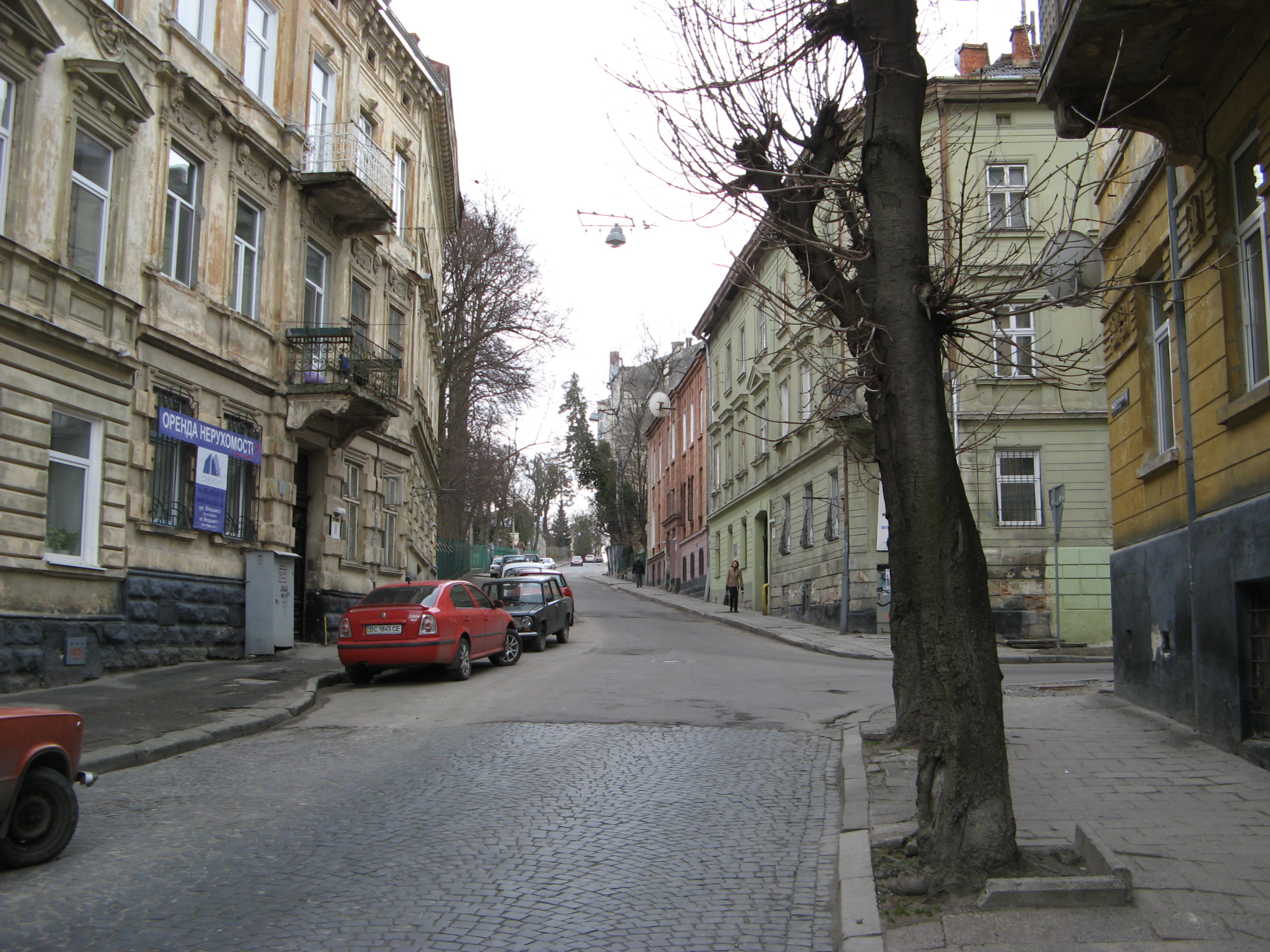
Горішня частина вулиці
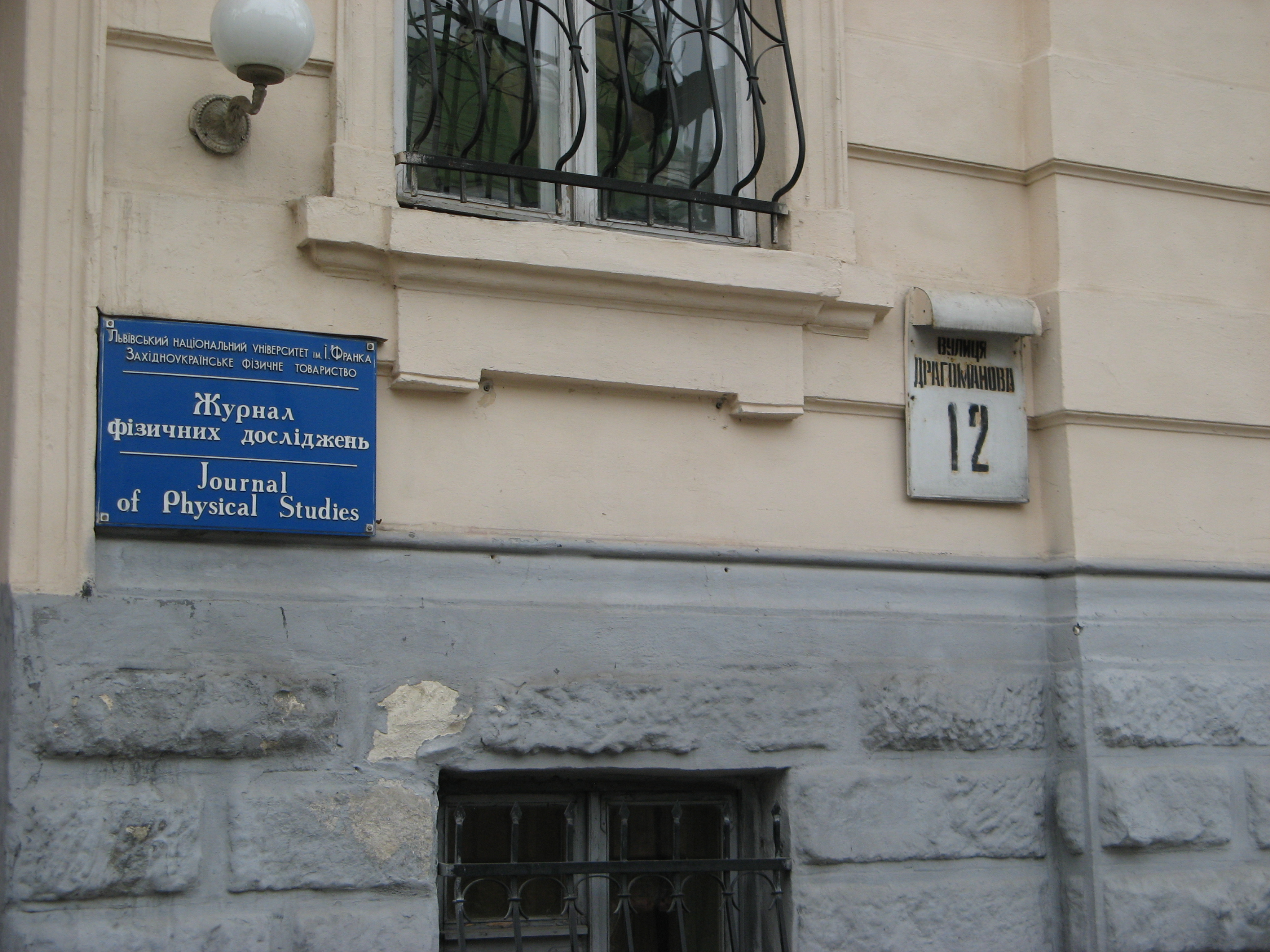
Редакція «Журналу фізичних досліджень» у приміщенні фізичного факультету ЛНУ ім. І. Франка
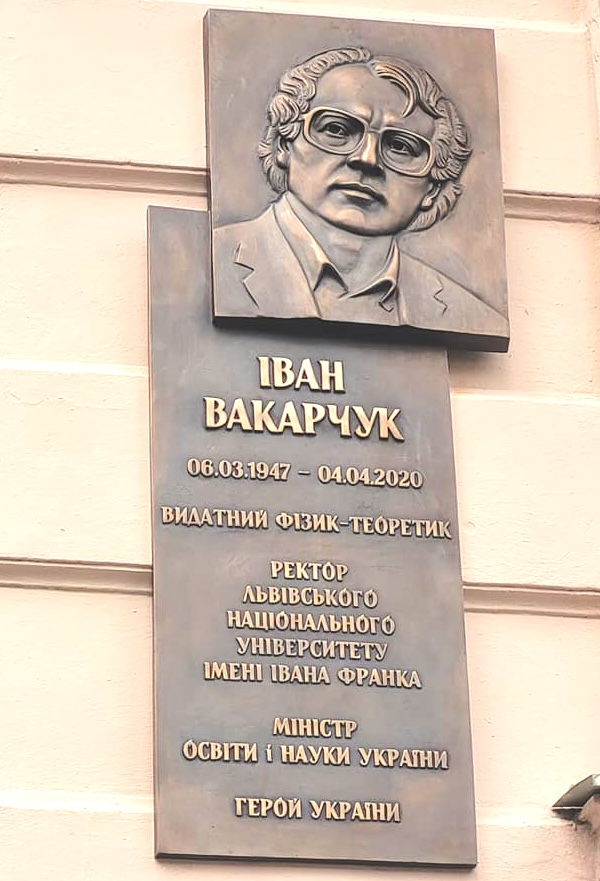
Меморіальна таблиця Івану Вакарчуку, вул. Драгоманова 12

## Відомі люди
На вулиці Драгоманова народився Юрій Охріменко — видатний львовознавець, дослідник історії Львова, лікар-офтальмолог, кандидат медичних наук.